# آلبرت وارنر
آلبرت وارنر (انگلیسی: Albert Warner؛ ۲۳ ژوئیهٔ ۱۸۸۴ – ۲۶ نوامبر ۱۹۶۷) کارآفرین، تهیه‌کننده، بازرگان و مدیر ارشد اجرایی آمریکایی بود، که با مشارکت سه برادرش سام وارنر، جک وارنر و هری وارنر شرکت وارنر برادرز را تأسیس نمود. وی بین سال‌های ۱۹۰۳ تا ۱۹۵۶ میلادی فعالیت می‌کرد.